# Universal Mother
| Recensione           | Giudizio    |
| -------------------- | ----------- |
| AllMusic             |             |
| Entertainment Weekly | B+          |
| Ondarock             | Consigliato |
| Q                    |             |
| Robert Christgau     | B−          |
| Rolling Stone        |             |

Universal Mother è il quarto album della cantante irlandese Sinéad O'Connor, pubblicato il 13 settembre 1994.
Il disco presenta una cover del brano All Apologies dei Nirvana, in memoria di Kurt Cobain scomparso quello stesso anno.

## Tracce
1. Germaine – 0:38 (Germaine Greer)
2. Fire on Babylon – 5:11 (Sinead O'Connor, John Reynolds)
3. John I Love You – 5:31 (O'Connor)
4. My Darling Child – 3:09 (O'Connor)
5. Am I a Human – 0:24 (Reynolds)
6. Red Football – 2:48 (O'Connor)
7. All Apologies – 2:37 (Kurt Cobain)
8. A Perfect Indian – 4:22 (O'Connor)
9. Scorn Not His Simplicity – 4:26 (Phil Coulter)
10. All Babies – 4:29 (O'Connor)
11. In This Heart – 3:11 (O'Connor)
12. Tiny Grief Song – 1:56 (O'Connor)
13. Famine* – 4:56 (O'Connor, Clayton, Simenon, Reynolds, Lennon-McCartney[10])
14. Thank You for Hearing Me – 6:25 (O'Connor, Reynolds)

- Famine presenta un estratto del brano Eleanor Rigby dei The Beatles.

## Crediti
- Sinéad O'Connor: voce, pianoforte
- John Reynolds: batteria, basso, tastiere
- Dave Clayton: tastiere
- Marco Pirroni: chitarra
- Tim Simenon: programmazione
- Ivan Gilliland: chitarra
- Nicky Scott: basso
- Phil Coulter: pianoforte
- John O'Cane: violoncello
- Clare Kenny: basso
- Voice Squad: cori
- Irish Chamber Orchestra: strumenti a corda